# Spinanapis
Spinanapis là một chi nhện trong họ Anapidae.